# カイラ・リッチー
カイラ・リッチー（Kyla Richey、1989年6月20日 - ）は、カナダの元女子バレーボール選手。元カナダ代表。

## 来歴

### クラブチーム
ラングラー出身。2007年にブリティッシュコロンビア大学サンダーバード校へ進学した。在学中の2009年にカナダ・ユニバーシティ・スポーツのMVPに選出された。2011/12シーズンはUスポーツの女子バレーボール部門におけるメアリーライオンズ賞を受賞した。大学卒業後の2012/13シーズンはドイツ・ブンデスリーガのSCポツダムに入団。その後はイタリアセリエA、アゼルバイジャン、ギリシャなどのクラブチームを渡り歩いた。2018/19シーズンはペルーのUniversidad San Martínでプレーし、リーグ優勝へ導きシーズンMVPとベストスコアラー賞を受賞した。2020/21シーズンはフランスリーグのParis Saint-Cloudでプレーした。

### 代表チーム
ブリティッシュコロンビア大学在学中の2009年にカナダ代表に初選出された。世界選手権には3大会連続出場した。2019年の北中米選手権で銅メダル獲得した。

## 球歴
- 世界選手権 - 2010年、2014年、2018年
- ワールドグランプリ - 2015年
- 北中米選手権 - 2011年、2015年、2017年、2019年

## 受賞歴
- 2009年 カナダ・ユニバーシティ・スポーツ MVP
- 2019年 リーガ・ナショナル MVP、ベストスコアラー賞

## 所属クラブ
- ブリティッシュコロンビア大学（2007-2012年）
- SCポツダム（2013年）
- Yeşilyurt（2013-2014年）
- Robur Tiboni Volley Urbino（2014-2015年）
- Rote Raben Vilsbiburg（2015年）
- アゼリョル・バクー（2015-2016年）
- パナシナイコス（2016-2017年）
- Jakarta Pertamina Energi（2017-2018年）
- Universidad San Martín（2018-2019年）
- Indias de Mayagüez（2019-2020年）
- Paris Saint-Cloud（2020-2021年）